# Chassalia venosa
Chassalia venosa là một loài thực vật có hoa trong họ Thiến thảo. Loài này được Boivin ex Bremek. mô tả khoa học đầu tiên năm 1962.